# امپراتوری بیزانس تحت دودمان مقدونیه‌ای
در قرون وسطی امپراتوری بیزانس از اواخر سده ۹ تا اوایل سده ۱۱ میلادی، توسط حاکمان مقدونی‌تبار فرمانروایی می‌شد و آخرین فرمانروایان این خاندان امپراتریس زوئه مقدونی و امپراتریس تئودورای مقدونی بودند. این هم‌زمان با کنترل بیزانس بر دریای آدریاتیک جنوب ایتالیا و قلمرو تزار ساموئل بلغارستان است.
شهرهای امپراتوری گسترش یافت و فراوانی نعمت در سراسر بیزانس به دلیل امنیت موجود پدیدار گشت. جمعیت افزایش یافت و افزایش تولید موجب تحریک تقاضای جدید و تشویق به بازرگانی می‌گشت.
آموزش و یادگیری نیز شکوفا شد و متون کهن یونان و مقدونیه باستان را حراست آغاز کردند و به کپی‌برداری این آثار پرداختند. هنر بیزانسی در این دوران آغاز گشت و آیین تزئین کلیساها و کاشی‌کاری‌ها و… رشد یافت.
هر چند این امپراتوری به طور قابل توجهی کوچکتر از قلمرو سلطنت دوران ژوستین بود، ولی به لحاظ سیاسی و فرهنگی یکپارچه و قدرتمندتر از آن بود.

## روابط روس‌ها

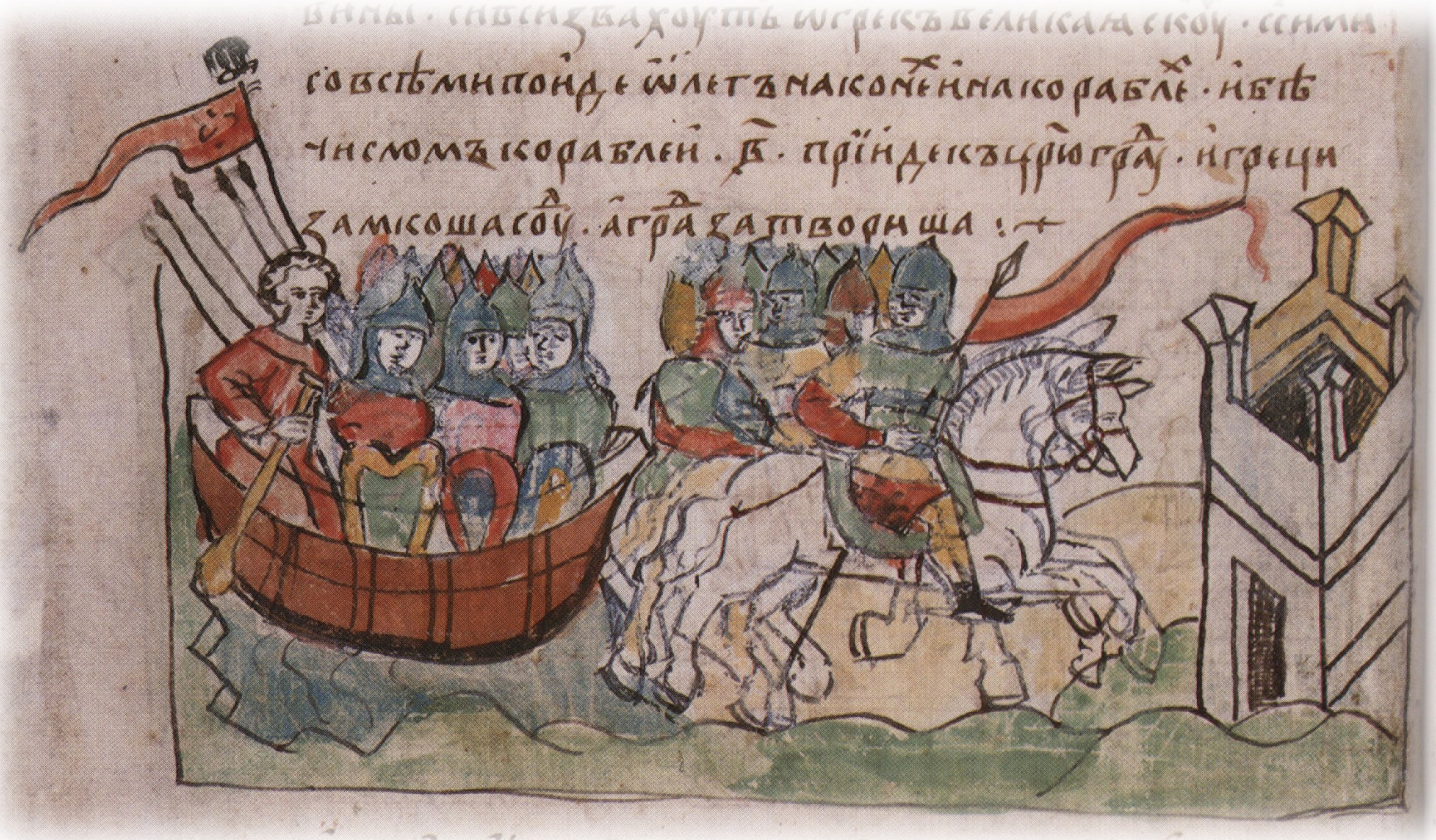
شاهزاده اولگ به سمت قسطنطنیه می‌راند. کشیده شده توسط منابع قرون وسطایی روس‌های کیفی (۹۰۷)

بین سال‌های ۸۰۰ تا ۱۱۰۰ میلادی امپراتوری بیزانس به ایجاد رابطه با روس‌هایی پرداخت که یک قدرت نوظهور در سراسر شمال دریای سیاه بودند.
امپراتوری روم شرقی به سرعت تبدیل به یک شریک تجاری و فرهنگی مهم برای روس‌های کیف شد. پس از مسیحی شدن روس‌ها در زمان ولادیمیر کبیر، بسیاری از معماران و هنرمندان بیزانسی به کار در کلیساهای متعدد مملکت روس‌ها روی آوردند و تأثیرات اجتماعی بیزانس بر روس‌ها گسترش یافت.
چندی از شاهزادگان روس به ازدواج سیاسی با دخترانی از رجال امپراتوری بیزانس پرداختند. در بیزانس بخشی از نظامیان روسی گارد وارنگیان را تشکیل دادند که شامل مزدوران اسکاندیناوی بود که وظیفه حفاظت از امپراتور را داشتند. برخی تأسیس گارد وارنگیان را مرتبط با ازدواج ولادیمیر کبیر با خواهر باسیل دوم، به نام آنا، می‌دانند. در حالی که کرونیکل اولیه این ازدواج را در ازای مسیحی شدن روس‌ها دانسته است.
این رابطه همیشه دوستانه نبود. در طول این سیصد سال روابط قسطنطنیه و روس‌ها فراز و نشیب‌هایی داشت (بنگرید به جنگ‌های روس-بیزانس). دولت روس‌ها هیچ‌گاه به طور جدی حمله نمی‌کرد؛ جنگ‌ها در درجه اول یک ابزار برای وادار کردن بیزانس به قبول تجارت مطلوب و ایجاد معاهدات مناسب برای روسان بوده.